# Böle
Pour les articles homonymes, voir Bole.
Böle est une localité de la commune de Piteå dans le comté de Norrbotten en Suède.
Sa population était de 341 habitants en 2019.